# Chrysolina cuprina
Chrysolina cuprina es un coleóptero de la familia Chrysomelidae.
Fue descrita científicamente en 1825 por cuprina Duftschmid.